# Tabanus albinus
Tabanus albinus är en tvåvingeart som beskrevs av Krober 1930. Tabanus albinus ingår i släktet Tabanus och familjen bromsar. Inga underarter finns listade i Catalogue of Life.